# 艾瓜夫雷达
艾瓜夫雷达，是西班牙加泰罗尼亚巴塞罗那省的一个市镇。总面积8平方公里，总人口2155人（2001年），人口密度269人/平方公里。